# Lysimachia stenosepala
Lysimachia stenosepala är en viveväxtart som beskrevs av William Botting Hemsley. Lysimachia stenosepala ingår i släktet lysingar, och familjen viveväxter.

## Underarter
Arten delas in i följande underarter:
- L. s. flavescens
- L. s. lutea